# Tharra hamata
Tharra hamata är en insektsart som beskrevs av Nielson 1982. Tharra hamata ingår i släktet Tharra och familjen dvärgstritar. Inga underarter finns listade i Catalogue of Life.